# Медаль Китайской экспедиции 1900—1901 (Франция)

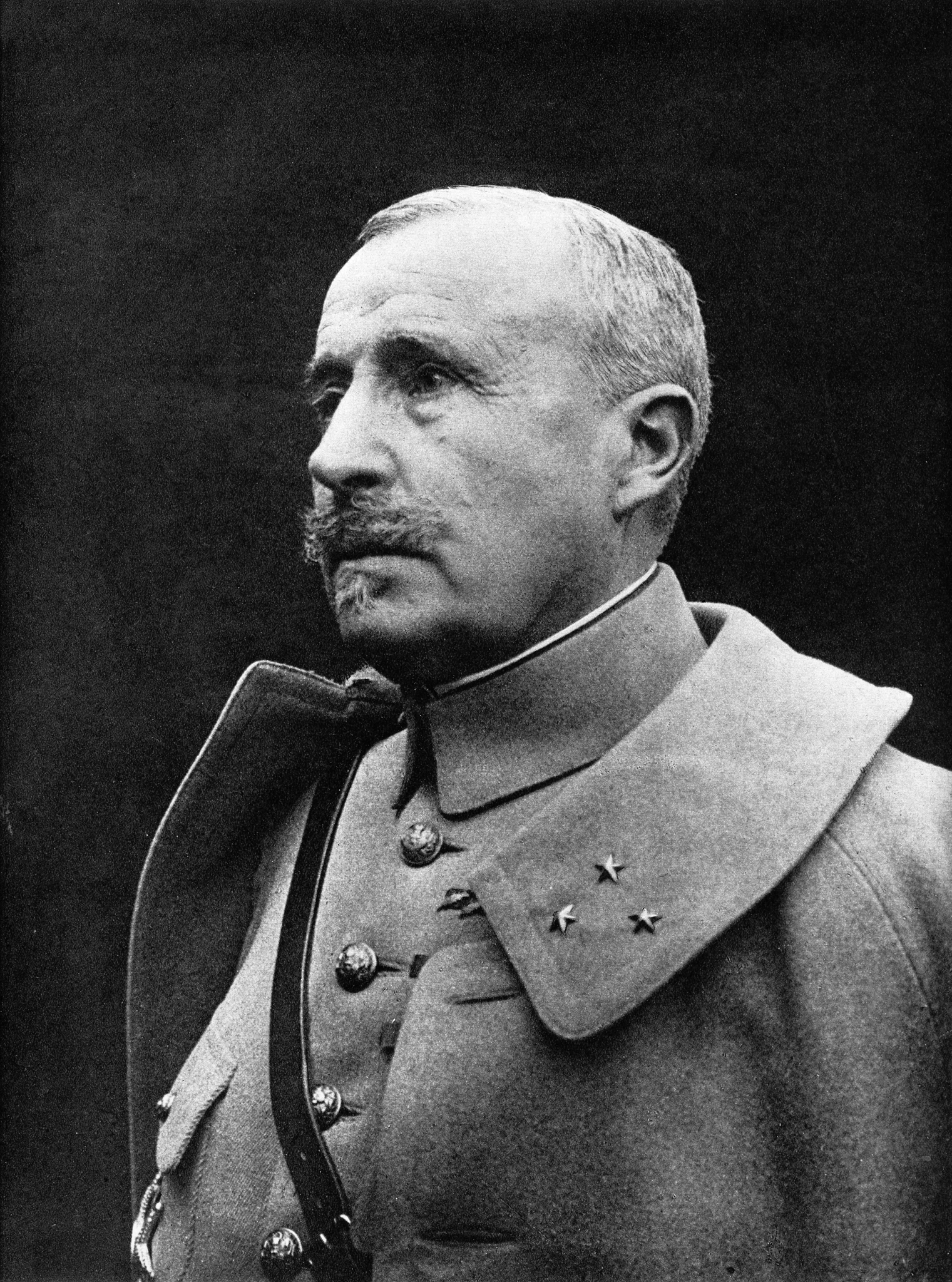
Генерал Робер Нивель

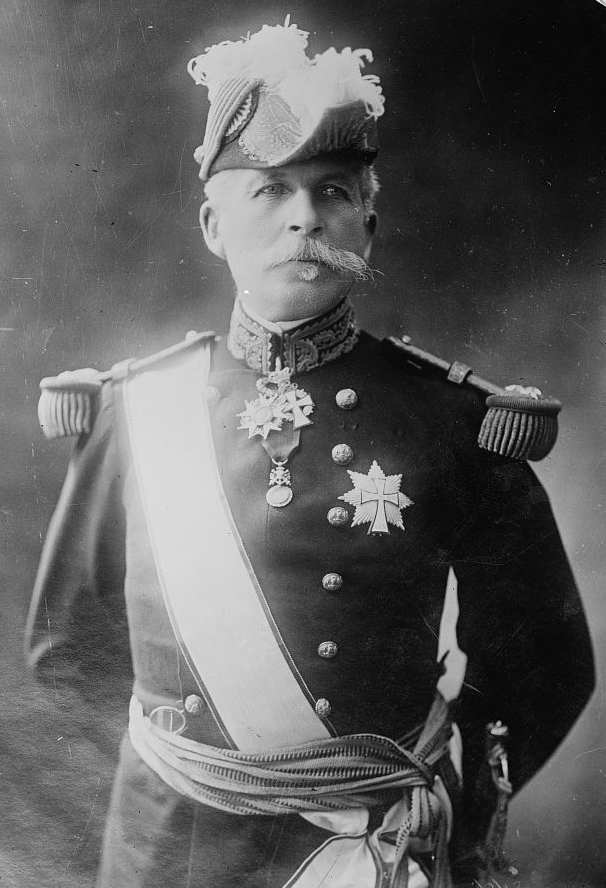
Генерал Альбер д'Амад

Памятная медаль Китайской экспедиции 1900—1901 — французская медаль, предназначенная для награждения военнослужащих и гражданских лиц, принимавших участие в подавлении Ихэтуаньского восстания, в 1900 - 1901 гг. (в том числе для принимавших участие в обороне дипломатических представительств в Пекине).

## История
В середине мая 1900 года восстание, распространившееся по северному Китаю, поставило под угрозу интересы наций, владевших полученными у Китайской империи концессиями. Враждебность к европейцам разжигалась участниками тайных обществ националистического и ксенофобного толка, название одного из которых означало «кулак гармонии и справедливости» (отсюда и другое распространённое наименование «боксеры», данное его участникам).
Для спасения осаждённых дипломатических миссий в Пекине и подавления восстания в провинциях, восемь государств (Германия, Австро-Венгрия, США, Франция, Великобритания, Италия, Япония и Россия) решили создать международную армию численностью 150 000 человек. Общее её командование осуществлял генерал-лейтенант Н. П. Линевич, затем генерал-фельдмаршал Альфред фон Вальдерзее.
14 августа 1900 года русские войска международного экспедиционного корпуса вошли в Пекин. Этот конфликт, в котором также участвовали 18 000 французских солдат, закончился переговорами, приведшими к подписанию 7 сентября 1901 года мирного договора с Китаем. По его итогам, германский император Вильгельм II предложил участвовавшим в нём державам учредить общую памятную медаль, но эта идея потерпела неудачу из-за противодействия со стороны Франции и Великобритании.
Каждая из восьми стран-участниц, за исключением Австрии, создала свои медали. Так же поступила и Франция, законом от 15 апреля 1902 года учредившая Памятную медаль Китайской экспедиции, которой от имени Президента республики, по представлению глав военного, морского министерств или МИДа были награждены более 34 500 человек.

## Критерии награждения
Памятная медаль Китайской экспедиции 1901 года вручалась от имени Президента Французской республики по рекомендации министра, под началом которого служил награждённый; медаль полагалась всем офицерам и нижним чинам, участвовавшим во французской экспедиции в Китай в следующие периоды времени:
- личному составу Военного министерства — служившим в Китае с 30 июня 1900 года по 8 августа 1901 года;
- личному составу Морского министерства:
  - членам экипажей, находившимся на службе на данном ТВД с 30 мая 1900 г. по 31 декабря 1901 г. и получившим компенсацию за службу в Китае;
  - офицерам, военным чиновникам или агентам, не числившимся в списках экипажей — тем, кто получил компенсацию за службу в Китае, предусмотренную указом от 4 августа 1900 года, или компенсацию расходов, предоставленных до 1 сентября 1900 года, в соответствии с приказом адмирала командующего Дальневосточной морской дивизией.

Также она вручалась по рекомендации министра иностранных дел французским гражданам, принимавшим участие в защите дипломатических миссий в Пекине.
Указом от 15 апреля 1904 года в число потенциальных получателей медали были включены офицеры и нижние чины, которые направляясь в экспедицию, высадились в Тонкине в период с 30 июня 1900 года по 8 августа 1901 года при условии, что они ещё не получили Колониальную медаль за тот же период времени.

## Описание награды
- Медаль : круглая, диаметром 30 мм, серебряная. На аверсе — рельефное изображение «воинственной аллегории республики» в виде женской фигуре в шлеме, украшенном короной из дубовых и лавровых листьев, по бокам которой по окружности расположена рельефная надпись  RÉPUBLIQUE FRANÇAISE (рус. "Французская республика"). На реверсе изображены скрещенные пушки, якорь и знамя на фоне венка; на заднем плане — пагода, над которой находится надпись CHINЕ, а по сторонам — 1900 и 1901. Петля для подвешивания ленты украшена двумя китайскими драконами[1].
- Лента : Шёлковая муаровая шириной 36 мм, жёлтого цвета с четырьмя равномерно расположенными вертикальными зелёными полосами по 4 мм, идентичная ленте, ранее использовавшейся на памятной медали Тонкинской экспедиции (1885 год)[1].
- Дополнительные знаки отличия и награды: пристёжка в восточном стиле из серебра или посеребрённая с надписью: 1900 CHINE 1901 (рус. "1900 Китай 1901")..

## Известные награждённые
- генерал Робер Нивель
- генерал Морис Байлу
- вице-адмирал Антуан Экзельман
- генерал Альбер д'Амад
- адмирал Рауль Касте
- генерал Эмиль Эдмон Легран-Жирар
- генерал Шарль Луи Жозеф Бельаг
- генерал Сезар Аликс
- генерал барон Шарль Пьер Корвисар